# Piaggio Skipper

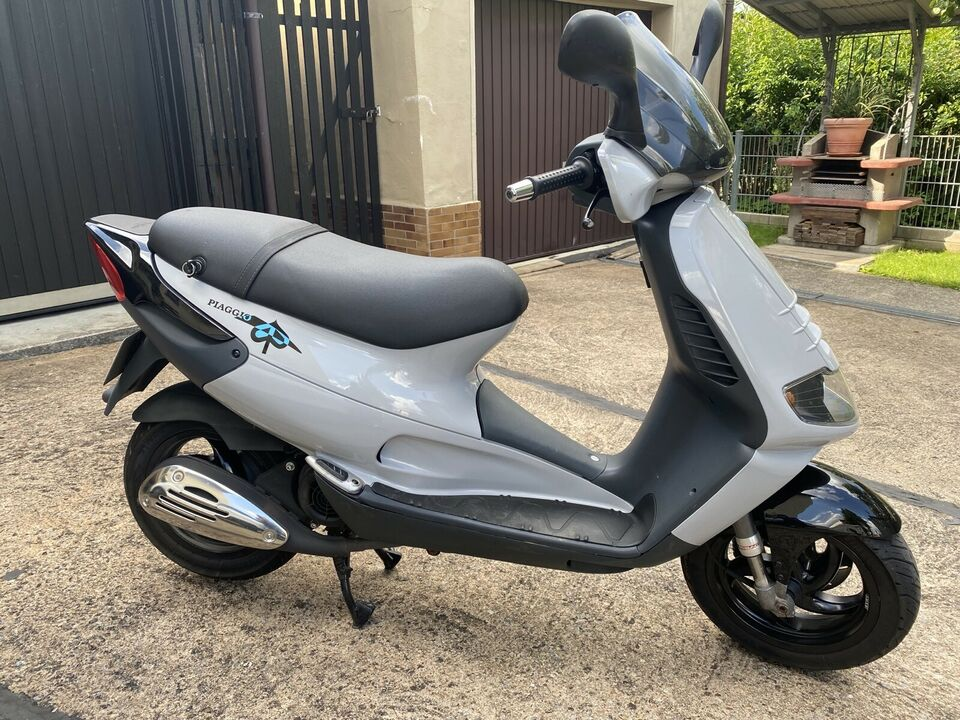
Skipper II

Die Piaggio Skipper ist ein Großroller, den der italienische Fahrzeughersteller Piaggio zwischen 1993 und 2002 baute.
Der Skipper wurde im Mai 1993 in Nizza vorgestellt. Da aber der Name Skipper in Deutschland markenrechtlich geschützt war, wurden die Fahrzeuge anfangs unter dem Namen SKR angeboten. Die im Juni 1993 vorgestellte Version mit 150 cm³ wurde 1994 überarbeitet und war in Deutschland erst Ende 1996 erhältlich, wobei alle Modelle mit einer neuen Sitzbank, dunkleren Kunststoffteilen, moderneren Schriftzügen und neuen Farben äußerlich aufgewertet wurden. Die Produktion wurde 1997 eingestellt.
1998 erschienen die Modelle Skipper LX 125 und Skipper LXT 150. Bis 1999 waren die luftgekühlten Einzylinder-Zweitaktmotoren mit 125 cm³ und 150 cm³ des Vorgängermodelles erhältlich. Ab 2000 wurden luftgekühlte Viertaktmotoren der Leader-Generation Skipper ST  mit 125 cm³ und 150 cm³ eingebaut, sowie einen neuen Scheinwerfer und ein Multifunktionsdisplay.
|                              | Skipper/SKR 125                                                                                               | Skipper/SKR 150                                                                                               | Skipper LX 125                                                                                                | Skipper LXT 150                                                                                               | Skipper ST 125                                                                                                | Skipper ST 150                                                                                                |
| ---------------------------- | --- | --- | --- | --- | --- | --- |
| Bauzeit                      | 1993–1997 | 1993–1997 | 1998–1999 | 1998–1999 | 2000–2004 | 2000–2004 |
| Präfix der Rahmennummer      | CSM1T | CVM1T | ZAPM12 | ZAPM13 | ZAPM21 | |
| Motorbauart                  | Zweitaktmotor                                                                                                 | Zweitaktmotor                                                                                                 | Zweitaktmotor                                                                                                 | Zweitaktmotor                                                                                                 | L.E.AD.E.R.- Viertakt Motor, 2 Ventile                                                                        | L.E.AD.E.R.- Viertakt Motor, 2 Ventile                                                                        |
| Präfix Motornummer           | | | | | | |
| Hubraum                      | 123,5 cm³ | 151 cm³ | 123,5 cm³ | 150 cm³ | 124,1 cm³ | 150,6 cm³ |
| Bohrung × Hub (mm)           | | | 60,6 × 42,8                                                                                                   | 57,0 × 48,6                                                                                                   | 62,8 × 48,6                                                                                                   | |
| max. Leistung (PS) bei 1/min | 10,0 kW (13,6 PS) 7250                                                                                        | 11,0 kW (15,0 PS)                                                                                             | 9,0 kW (12,8 PS)                                                                                              | 11,0 kW (15,0 PS)                                                                                             | 8,0 kW (10,9 PS) 8000                                                                                         | 8,9 kW (11,7 PS) 8000                                                                                         |
| max. Drehmoment bei 1/min    | 13,1 Nm 7000                                                                                                  | 14 Nm 7000 | 13,1 Nm 7000                                                                                                  | 14 Nm 7000 | 10,2 Nm 6750                                                                                                  | 11,8 Nm 6250                                                                                                  |
| Getriebe                     | stufenloses Keilriemengetriebe mit Drehkraftunterstützung und Fliehkraftkupplung. Zahnrad-Reduktionsgetriebe. | stufenloses Keilriemengetriebe mit Drehkraftunterstützung und Fliehkraftkupplung. Zahnrad-Reduktionsgetriebe. | stufenloses Keilriemengetriebe mit Drehkraftunterstützung und Fliehkraftkupplung. Zahnrad-Reduktionsgetriebe. | stufenloses Keilriemengetriebe mit Drehkraftunterstützung und Fliehkraftkupplung. Zahnrad-Reduktionsgetriebe. | stufenloses Keilriemengetriebe mit Drehkraftunterstützung und Fliehkraftkupplung. Zahnrad-Reduktionsgetriebe. | stufenloses Keilriemengetriebe mit Drehkraftunterstützung und Fliehkraftkupplung. Zahnrad-Reduktionsgetriebe. |
| Rollenformat u. -gewicht     | 19 × 17 12,2g                                                                                                 | | | | 19 × 17 8,7g                                                                                                  | 19 × 17 11,2g                                                                                                 |
| Höchstgeschwindigkeit        | 99 | | 98 (104) | | 95 | |
| Beschl. von 0–50 km/h        | 4,2 s | 3,6 s | 4,2 s | 3,6 s | | |
| Beschl. von 0–80 km/h        | | | | | | |
| Bremsen                      | vorne: Scheibe hinten: Trommel                                                                                | vorne: Scheibe hinten: Trommel                                                                                | vorne: Scheibe hinten: Trommel                                                                                | vorne: Scheibe hinten: Trommel                                                                                | vorne: Scheibe hinten: Trommel                                                                                | vorne: Scheibe hinten: Trommel                                                                                |
| Bereifung                    | v: 100/80-10 52J h: 110/80-10 58J                                                                             | v: 100/80-10 52J h: 110/80-10 58J                                                                             | vorne: 120/70–12 51P; hinten: 130/70–12 62P; schlauchlos.                                                     | vorne: 120/70–12 51P; hinten: 130/70–12 62P; schlauchlos.                                                     | vorne: 120/70–12 51P; hinten: 130/70–12 62P; schlauchlos.                                                     | vorne: 120/70–12 51P; hinten: 130/70–12 62P; schlauchlos.                                                     |
| Eigengewicht                 | 105 kg | | 115 kg | | 118 kg | |
| Serviceintervall             | 4000 km | 4000 km | 5000 km | 5000 km | 5000 km | 5000 km |